# 三溪镇 (金堂县)
三溪镇，是中华人民共和国四川省成都市金堂縣下辖的一个乡镇级行政单位。地处鄂东南。因王英、大冶、国和三条河流在此汇合而得名。因而别称三溪口。东接浮屠，南依龙港，西连咸宁，北濒大冶。
2019年12月，将三溪镇三圣社区、白庙村、明月村所属行政区域划归淮口街道管辖。

## 行政区划
三溪镇下辖以下地区：
三河社区、三圣社区、金河村、黑凤寺村、金峰村、龙桥村、白庙村、玉堂村、明月村、岳山村和长林村。